# Тетрацианоникелат(II) калия
Тетрацианоникколат(II) калия — неорганическое соединение, комплексное соединение металла никеля с формулой K2[Ni(CN)4], оранжево-красные кристаллы, растворимые в холодной воде, образует кристаллогидраты.

## Получение
- Реакция хлорида никеля(II) с концентрированным раствором цианистого калия:

{\displaystyle {\mathsf {NiCl_{2}+4KCN+H_{2}O\ {\xrightarrow {10^{o}C}}\ K_{2}[Ni(CN)_{4}]\cdot H_{2}O\downarrow +2KCl}}}
- Реакция цианида никеля(II) с концентрированным раствором цианистого калия

{\displaystyle {\mathsf {Ni(CN)_{2}+2KCN+H_{2}O\ {\xrightarrow {10^{o}C}}\ K_{2}[Ni(CN)_{4}]\cdot H_{2}O\downarrow }}}

## Физические свойства
Тетрацианоникелат(II) калия образует оранжево-красные кристаллы.
Хорошо растворяется в холодной воде, разлагается в горячей.
Образует кристаллогидраты:
- K2[Ni(CN)4]•H2O, моноклинная сингония, параметры ячейки a = 1,86 нм, b = 1,54 нм, c = 1,37 нм, β = 107,27°, Z = 16.
- K2[Ni(CN)4]•3H2O, тригональная сингония, параметры ячейки a = 1,103 нм, b = 1,546 нм, c = 0,893 нм, α = 90,83°, β = 138,20°, γ = 90°, Z = 4.

## Химические свойства
- Безводную соль получают сушкой кристаллогидрата:

{\displaystyle {\mathsf {K_{2}[Ni(CN)_{4}]\cdot H_{2}O\ {\xrightarrow {100^{o}C}}\ K_{2}[Ni(CN)_{4}]+H_{2}O}}}
- Разлагается при нагревании:

{\displaystyle {\mathsf {K_{2}[Ni(CN)_{4}]\ {\xrightarrow {500^{o}C}}\ Ni+2KCN+C_{2}N_{2}}}}
- Разлагается горячей водой:

{\displaystyle {\mathsf {K_{2}[Ni(CN)_{4}]\ {\xrightarrow {100^{o}C}}\ Ni(CN)_{2}\downarrow +2KCN}}}
- Реагирует с разбавленными кислотами:

{\displaystyle {\mathsf {K_{2}[Ni(CN)_{4}]+2HCl\ {\xrightarrow {}}\ Ni(CN)_{2}\downarrow +2KCl+2HCN}}}
- Реагирует с концентрированным раствором цианистого калия:

{\displaystyle {\mathsf {K_{2}[Ni(CN)_{4}]\ {\xrightarrow {KCN}}\ K_{3}[Ni(CN)_{5}],K_{4}[Ni(CN)_{6}]}}}